# Charles de Waziers de Wavrin
Charles Louis Ghislain de Waziers de Wavrin (Bergen, 22 februari 1737 - Montignies-sur-Roc, 12 september 1816) was een Zuid-Nederlands edelman.

## Geschiedenis
In 1686 kwam de familie in het bezit van de heerlijkheid Montignies-sur-Roc en bewoonde er het kasteel.
Jean-Louis de Waziers de Wavrin, heer van Montignies-sur-Roc, Larcamp, Walestine, Rampemont, getrouwd met Marie-Antoinette de Bergues Saint-Winnoc, was de voorlaatste feodale heer en de vader van Charles.

## Charles de Waziers de Wavrin
Charles de Waziers was de laatste feodale heer van Montignies-sur-Roc, Rebreuviette, Camblain-Châtelain, Walestine en Rampemont. Hij was kapitein bij de dragonders in Oostenrijkse dienst en lid van de Tweede stand in de Staten van Henegouwen.
Hij trouwde in 1767 met Claire de Rodoan (1728-1787), dochter van baron Antoine de Rodoan en van Marie-Catherine du Chastel de la Howarderie.
Het is niet onwaarschijnlijk dat hij tijdens de revolutiejaren in door Oostenrijk bestuurde gebieden verbleef. In maart 1816, ten tijde van het Verenigd Koninkrijk der Nederlanden, werd hij erkend in de erfelijke adel en benoemd in de Ridderschap van de provincie Henegouwen. Het is niet helemaal duidelijk of hij al de open brieven had gelicht toen hij in september van hetzelfde jaar overleed. Hiermee doofde de familie uit.
Hij had twee dochters die al voor hem overleden waren:
- Alexandrine de Waziers de Wavrin (1769-1814), die trouwde met haar neef Ernest du Chastel de la Howarderie (1760-1844). Hierdoor werd het domein en kasteel van Montignies-sur-Roc eigendom van de familie du Chastel en langs daar van de aanverwante familie de la Motte Baraffe, eigenaar tot heden.
- Marie-Françoise de Waziers de Wavrin (1774-1802), die trouwde met Albert Pépin (1763-1831), grootbaljuw van Doornik en het Doornikse.